# Tadeusz Bór-Komorowski
Tướng Tadeusz Komorowski (1 tháng 6 năm 1895 - 24 tháng 8 năm 1966), được biết đến nhiều hơn với tên Bór-Komorowski (theo một trong những mật danh thời chiến của ông: Bór - "Khu rừng") là một nhà lãnh đạo quân sự người Ba Lan. Ông được bổ nhiệm làm tổng tư lệnh một ngày trước khi cuộc Khởi nghĩa Warszawa thất bại, và sau Chiến tranh thế giới thứ hai ông là Thủ tướng thứ 32 của chính phủ Ba Lan lưu vong thứ ba ở London.
Komorowski sinh ra ở Khorobriv, thuộc Vương quốc Galicia và Lodomeria (phân vùng Ba Lan của Áo). Trong thời kỳ Chiến tranh thế giới thứ nhất, ông phục vụ với tư cách là một sĩ quan trong Quân đội Áo-Hung, và sau chiến tranh ông trở thành một sĩ quan trong Quân đội Ba Lan với vai trò chỉ huy Trường Kỵ binh Grudziądz. Ông là thành viên của đội đua ngựa Ba Lan tham dự Thế vận hội Mùa hè 1924.
Sau khi tham gia vào cuộc chiến đấu chống lại cuộc xâm lược của Đức vào Ba Lan vào đầu Thế chiến thứ hai năm 1939, Komorowski, với mật danh Bór, đã giúp tổ chức lực lượng ngầm của Ba Lan ở khu vực Kraków. Vào tháng 7 năm 1941, ông trở thành phó chỉ huy của Quân đội Nhà (Armia Krajowa), và vào tháng 3 năm 1943 được bổ nhiệm làm chỉ huy của lực lượng này, với cấp bậc Chuẩn tướng. Ông có cảm tình với Đảng Quốc gia cực hữu bài Do Thái. Là chỉ huy của Quân đội Nhà, Komorowski đã đảo ngược các chính sách thân Do Thái của người tiền nhiệm, Stefan Rowecki. Komorowski phản đối việc viện trợ cho những người Do Thái tìm cách tổ chức các cuộc nổi dậy ở khu ổ chuột và ủng hộ việc loại trừ người Do Thái khỏi tổ chức. Nhà sử học người Mỹ Joshua D. Zimmerman cáo buộc Komorowski đã mô tả các đảng phái Do Thái là "những phần tử cộng sản, thân Liên Xô" với "sự thờ ơ lạnh nhạt" đối với cuộc diệt chủng Holocaust đang diễn ra.
Vào giữa năm 1944, khi các lực lượng Liên Xô tiến vào miền trung Ba Lan, chính phủ Ba Lan lưu vong ở London đã chỉ thị cho Bór-Komorowski chuẩn bị cho một cuộc nổi dậy vũ trang ở Warszawa. Chính phủ lưu vong mong muốn trở lại thủ đô do người Ba Lan giải phóng, không bị Liên Xô chiếm giữ, và ngăn chặn việc Cộng sản chiếm Ba Lan mà Stalin đã lên kế hoạch. Cuộc Khởi nghĩa Warszawa bắt đầu theo lệnh của Komorowski vào ngày 1 tháng 8 năm 1944 và những người nổi dậy sử dụng súng AK đã giành quyền kiểm soát phần lớn miền trung Warszawa.
Ngày 29 tháng 9 năm 1944, Bór-Komorowski được thăng chức Tổng thanh tra các Lực lượng Vũ trang (Tổng tư lệnh Ba Lan). Vào ngày 4 tháng 10, sau hai tháng giao tranh ác liệt, Bór-Komorowski đầu hàng SS-Obergruppenführer Erich von dem Bach-Zelewski sau khi Đức Quốc Xã đồng ý coi các máy bay chiến đấu của Quân đội Nhà là tù binh. Tướng Bór-Komorowski bị bắt giam tại Đức (tại Oflag IV-C). Bất chấp những yêu cầu lặp đi lặp lại, ông từ chối ra lệnh cho các đơn vị Quân đội Nhà còn lại ở Ba Lan bị chiếm đóng đầu hàng.
Sau chiến tranh, Bór-Komorowski chuyển đến London, nơi ông đóng một vai trò tích cực trong giới lưu vong Ba Lan. Từ năm 1947 đến năm 1949, ông giữ chức Thủ tướng của một Chính phủ Ba Lan lưu vong không còn được hầu hết các nước Tây Âu công nhận về mặt ngoại giao. Ông đã viết câu chuyện về những trải nghiệm của mình trong cuốn Đội quân bí mật (1950). Sau chiến tranh, ông là một thợ bọc.
Ông mất ở London ở tuổi 71. Sau khi qua đời tại London vào ngày 24 tháng 8 năm 1966, ông được chôn cất tại Nghĩa trang Gunnersbury (còn được gọi là Nghĩa trang Kensington (Mới)).
Vào ngày 30 tháng 7 năm 1994, tro cốt của Tướng Tadeusz Bór-Komorowski được chôn cất tại Nghĩa trang Quân đội Powązki ở Warszawa.

## Vinh danh và giải thưởng
- Huân chương Đại bàng trắng (di cảo, 1995)
- Commander's Cross of the Order of Virtuti Militari (trước đó được trao tặng Knight's Cross, Gold Cross và Silver Cross)
- Grand Cross of the Order of Polonia Restituta (trước đó được trao tặng Officer's Cross)
- Cross of Valour – ba lần
- Gold Cross of Merit with Swords
- Gold Cross of Merit
- Silver Cross of Merit
- Honorary citizen of Glowno (di cảo, 2004)